# Lauretta Hanson
Lauretta Hanson née le 29 octobre 1994 à Victor Harbor, est une coureuse cycliste australienne.

## Biographie

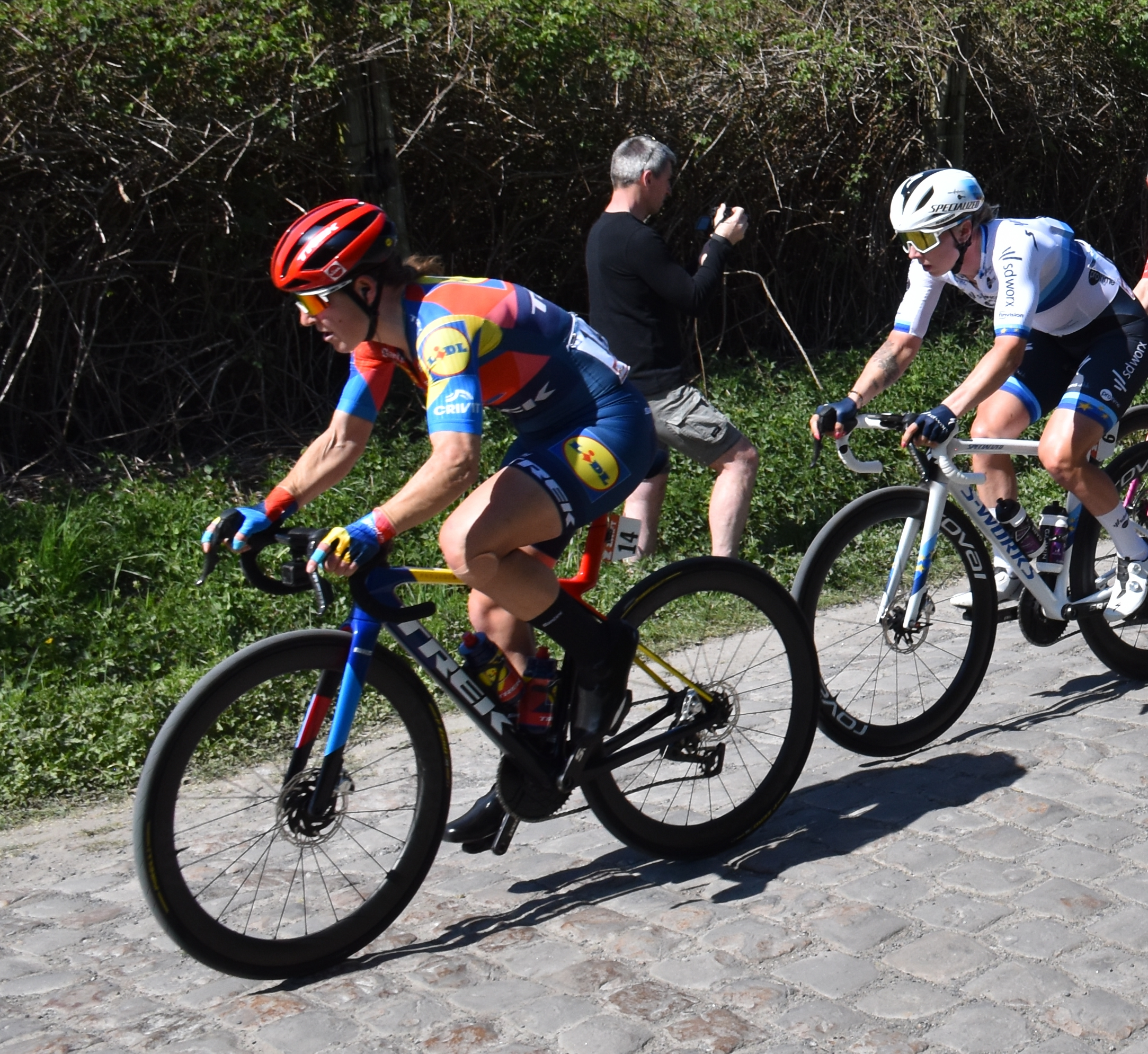
Lauretta Hanson #14 - Paris-Roubaix 2025

Lauretta Hanson vient d'une famille de cyclistes, sa mère a été championne d'Australie en 1981 et son grand-père est décédé dans un accident de course alors qu'elle avait cinq ans. De 2011 à 2014, elle participe aux championnats d'Australie de cyclisme sur piste, mais sans obtenir de podium. En 2014, elle commence ses études aux États-Unis, où elle participe principalement à des critériums. 
En 2016, Hanson devient pour la première fois membre d'une équipe enregistrée auprès de l'UCI, Colavita-Bianchi. En début de saison, elle participe à sa première course pour cette équipe lors du Women's Tour Down Under, disputé dans son Victoria natale. Elle remporte le classement de meilleure jeune du en terminant dixième du classement général. Elle dispute ensuite le  Tour du Qatar féminin avec l'équipe d'Australie et termine également dixième de cette course. Engagée par l'équipe américaine Colavita-Bianchi, elle est lauréate d'étapes de la San Dimas Stage Race et de la Redlands Bicycle Classic.
En 2017, elle rejoint UnitedHealthcare Women's. Grâce à sa huitième place au championnat d'Australie en début de saison, elle obtient une place dans la sélection australienne pour disputer le Women's Tour Down Under. Elle s'y classe troisième de la première étape, derrière Annette Edmondson et Giorgia Bronzini. En juillet, elle obtient sa première victoire sur une course du calendrier UCI à l'occasion de la troisième étape du Tour de Feminin - O cenu Ceskeho Svycarska, un contre-la-montre. Elle termine septième du classement général de cette course.
Elle est recrutée en 2019 par la nouvelle équipe Trek-Segafredo. Elle fait ses débuts sous ses nouvelles couleurs à l'occasion du Tour Down Under.
En novembre 2020, elle prolonge chez Trek-Segafredo jusqu'en 2021. En janvier 2021, elle se classe troisième du championnat d'Australie sur route. Début 2022, elle est opérée en raison de douleurs en position assise. Plus tard cette année-là, elle remporte le contre-la-montre par équipes de l'Open de Suède Vårgårda avec Trek-Segafredo. Elle participe au Tour d'Italie féminin en 2022 et 2023 et au Tour de France Femmes en 2023.
En octobre 2023, Lidl-Trek prolonge son contrat jusqu'en fin d'année 2025, avec un rôle d'équipière. Avec l'équipe nationale, elle est sélectionnée aux championnats du monde de cyclisme sur route en 2021 et 2023, ainsi que pour la course sur route des Jeux olympiques de 2024.

## Palmarès

### Par année
- 2014
  - 7e étape de l'Intelligentsia Cup
  - Tour of East Gippsland :
    - Classement général
    - 1re étape

  - 3e de l'Intelligentsia Cup
- 2015
  - Historic Roswell Criterium
  - Park Circle Criterium
  - Tour de Somerville
  - 5e et 9e étapes du Tour of America's Dairyland
  - Thompson Criterium of Doylestown
  - Melbourne to Warrnambool Classic
  - 2e du Wilmington Grand Prix
  - 2e du Tour of America's Dairyland
- 2016
  - 3e étape de la San Dimas Stage Race
  - 4e étape de la Redlands Bicycle Classic
  - Ronde van Hilversum
  - Berlare-Uitberge
  - 2e du North Star Grand Prix
- 2017
  - 2e de la Crystal Cup
  - 3e de la Winston-Salem Cycling Classic
- 2018
  - 3e étape du Tour de Feminin - O cenu Ceskeho Svycarska
  - Wielerronde van Steensel
  - Global Tour d'Oospel
  - 2e du Sunny King Criterium
- 2021
  - 3e du championnat d'Australie sur route
- 2022
  - Contre-la-montre par équipes de l'Open de Suède Vårgårda
- 2023
  - 10e de la RideLondon-Classique
- 2024
  - 2e du championnat d'Australie sur route
  - 2e de Dwars door de Westhoek
  - 3e du Down Under Criterium

### Résultats sur les grands tours

#### Tour d'Italie
4 participations
- 2022 : 98e
- 2023 : 31e
- 2024 : 74e
- 2025 : 75e

#### Tour de France
2 participations
- 2023 : 87e
- 2025 : 75e

### Classements mondiaux
| Année                                 | 2015 | 2016 | 2017 | 2018 | 2019 | 2020 | 2021 | 2022 | 2023 | 2024 |
| ------------------------------------- | ---- | ---- | ---- | ---- | ---- | ---- | ---- | ---- | ---- | ---- |
| Classement UCI                        | 319e | 199e | 156e | 147e | 444e | 661e | 160e | 534e | 149e | 137e |
| UCI World Tour                        |      | nc   | nc   | 179e | nc   | nc   | 99e  | 177e | 93e  | 150e |
|                                       |      |      |      |      |      |      |      |      |      |      |
| Légende : nc = non classéSource : UCI |      |      |      |      |      |      |      |      |      |      |